# مایکل جان اسمیت
مایکل جان اسمیت (به انگلیسی: Michael John Smith) متولد ۱۹۴۵ در ایالت کارولینای شمالی، فضانورد و خلبان شاتل فضایی چلنجر ناسا بود که طی مأموریت STS-51-L نابود شد و تمامی هفت خدمه آن کشته شدند.
اسمیت در بووفرت، کارولینای شمالی متولد شد. از آکادمی نیروی دریایی ایالات متحده در سال ۱۹۶۷ فارغ‌التحصیل شد و پس از آن در دانشکده تحصیلات تکمیلی نیروی دریایی ایالات متحده در مونتری، کالیفرنیا حضور داشت.